# Sky High (lied)
Sky High is een nummer van de Britse popgroep Jigsaw. Het nummer bereikte in 1975 een derde positie in de Billboard Hot 100 en een negentiende positie in de Nederlandse Nationale  Hitparade.Twee jaar later, in 1977, behaalde het nummer zelfs de tweede positie in de Japanse hitlijst.
In 1995 werd het nummer opnieuw uitgebracht door Newton, een Brits popzanger. Ondanks het feit dat het nummer werd toegeschreven aan Newton werd een groot deel van de zang nog steeds voorzien door oorspronkelijk Jigsaw-zanger Des Dyer.

## Hitnotering

### Coverversie door Newton
| Nummer | 44 | 42 | 40 | uit |